# Valentin Kochan z Prachové
Valentin Kochan z Prachové (1561 Strakonice – 21. června 1621 Praha) byl pražský měšťan, člen direktoria českých stavů v době stavovského povstání (1618–1620).
Byl mistrem svobodných umění. Již v roce 1609 zastával funkci direktora a později se stal defenzorem. Za vlády zimního krále Fridricha Falckého působil jako písař a purkmistr Nového Města pražského. Jako direktor vystupoval i během povstání, avšak nedostavil se na květnový sjezd 1618, přišel až když se za jeho bezpečnost zaručily stavy.

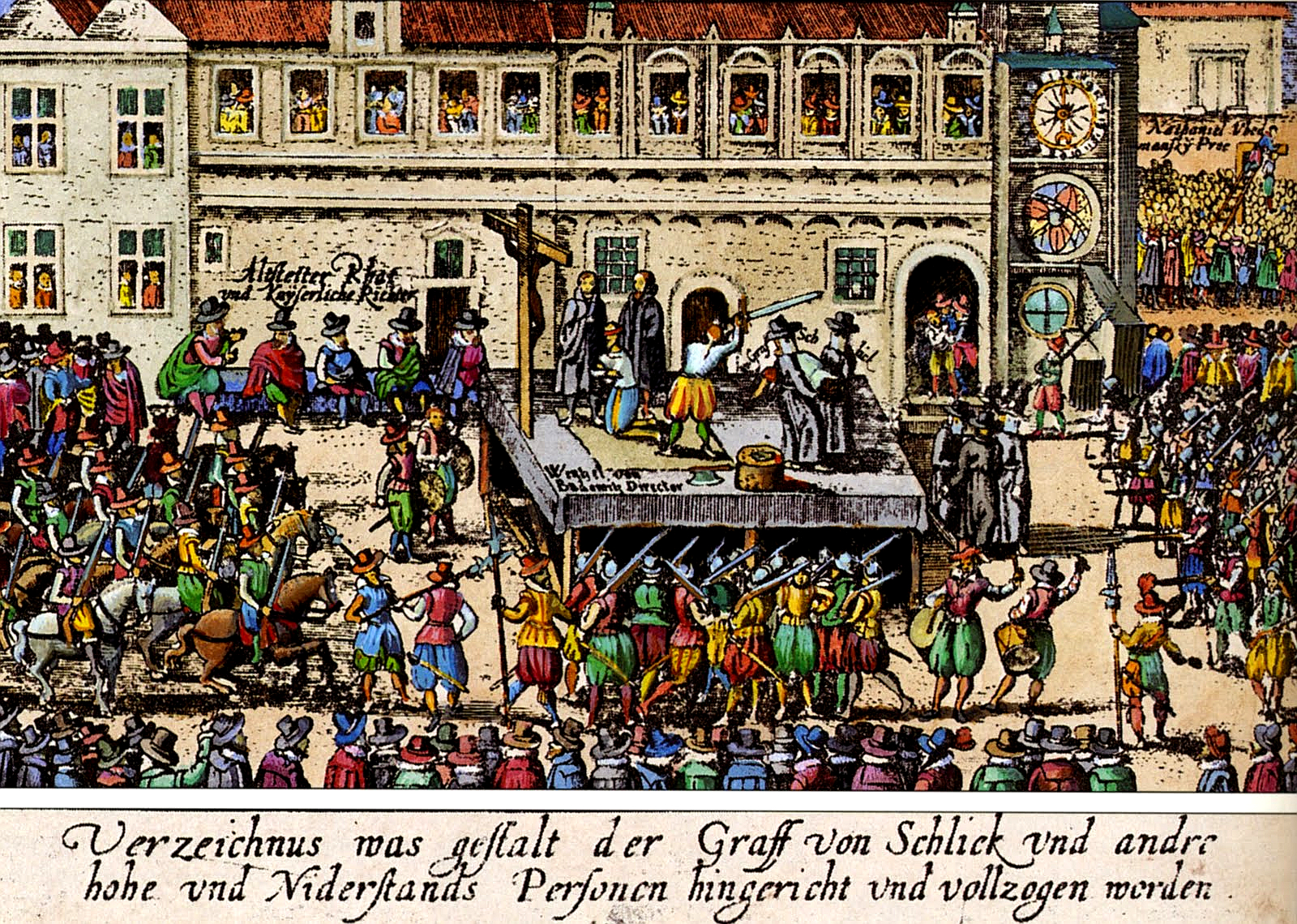
Poprava 27 českých pánů na Staroměstském náměstí

20. února 1621 jej dle císařského listu zatkli a uvěznili v novoměstském vězení. Mimořádný tribunál jej odsoudil k popravě na Staroměstském náměstí spolu s dalšími „českými pány“. Na popraviště vešel jako první z měšťanského stavu a jako jedenáctý v celkovém pořadí. Chtěl na popraviště vzít svého malého syna, aby si pamatoval otcovu smrt, avšak kněz mu v tom zabránil. Kat jeho hlavu pověsil na Staroměstské mostecké věži.
Vlastnil Swéerts-Sporckův palác. Jeho manželka Kateřina Kochanová, čerstvá vdova, odešla ze země, pravděpodobně i se všemi 7 dětmi. Vdova se s pěti dětmi usadila v saské Pirně, kam za ní dorazil příbuzný, také původem ze Strakonic, Jan Kochan (Cochanius, Kochanius) z Prachové, bakalář a humanistický básník. Dorazil se ženou, čtyřmi dětmi a matkou. Jan pak zemřel 1674 v saském příhraničním městě Bad Schandau.